# Isabelle Harrison
Isabelle Hannah Harrison (Nashville, 27 settembre 1993) è una cestista statunitense, professionista nella WNBA.

## Carriera
È stata selezionata dalle Phoenix Mercury al primo giro del Draft WNBA 2015 (12ª scelta assoluta).
Nel 2019 viene ingaggiata dalla Virtus Bologna a campionato di Serie A1 in corso.